# Ewa Sikorska-Trela
Ewa Sikorska-Trela (ur. 2 stycznia 1943 w Siedlcach, zm. 20 maja 2024) – polska polityk, związkowiec, posłanka na Sejm III kadencji.

## Życiorys
Z wykształcenia chemik, ukończyła w 1965 studia na Wydziale Matematyczno-Fizyczno-Chemicznym Wyższej Szkoły Pedagogicznej w Gdańsku. Była pracownikiem naukowo-technicznym w Instytucie Fizyki Doświadczalnej Uniwersytetu Gdańskiego. W latach 90. zaangażowała się w działalność NSZZ „Solidarność”. Współpracowała z organizacjami katolickimi.
W latach 1997–2001 sprawowała mandat posłanki na Sejm III kadencji, wybranej w okręgu gdańskim z listy Akcji Wyborczej Solidarność. Reprezentowała NSZZ „S”, w 1998 weszła w skład Ruchu Społecznego AWS. W 2001 bez powodzenia ubiegała się o reelekcję z listy AWSP, która nie przekroczyła progu wyborczego.
Zajmowała później stanowisko pełnomocnika rektora UG ds. kontaktów z pracodawcami.

## Odznaczenia
Odznaczona Srebrnym (2002) i Złotym (2009) Krzyżem Zasługi.